# Артър Лафер
Артър Лафер (на английски: Arthur Betz Laffer) е американски икономист, един от основателите на Теорията на предлагането. Формулира кривата на Лафер, която показва, че при дадени обстоятелства намалението на данъците може да доведе до намаление на постъпленията от данъци, както и обратното. Учи в Йейлския университет, защитава докторат в Станфордския университет. Професор в Южнокалифорнийския университет и Чикагския университет.

## Основни произведения
- „Феноменът на световната инфлация“ (The Phenomenon of Worldwide Inflation, 1975) – съвместно с Д. Мейселман;
- „Икономическа теория на избягването на данъците“ (The Economics of the Tax Revolt, 1979) – съвместно с Дж. Сеймур.